# Нарва (фрегат, 1704)
«Нарва» — парусный фрегат Балтийского флота Русского царства, один из фрегатов типа «Шлиссельбург», участник Северной войны.

## Описание судна
Представитель серии парусных деревянных фрегатов типа «Шлиссельбург», строившихся на Олонецкой верфи в 1703—1704 годах. Всего в рамках серии было построено семь судов этого типа. Длина этих фрегатов по сведениям из различных источников могла составлять от 26 до 28 метров, ширина от 6,2 до 6,7 метра, а осадка от 2,7 до 2,9 метра. Вооружение судна в разное время составляли от 24 до 28 орудий, а экипаж состоял мог достигать 120 человек. Так, например в кампанию 1708 года на фрегате было 110 человек.
Фрегат был назван в честь взятия русской армией 8 (19) августа 1704 года крепости Нарва.

## История службы

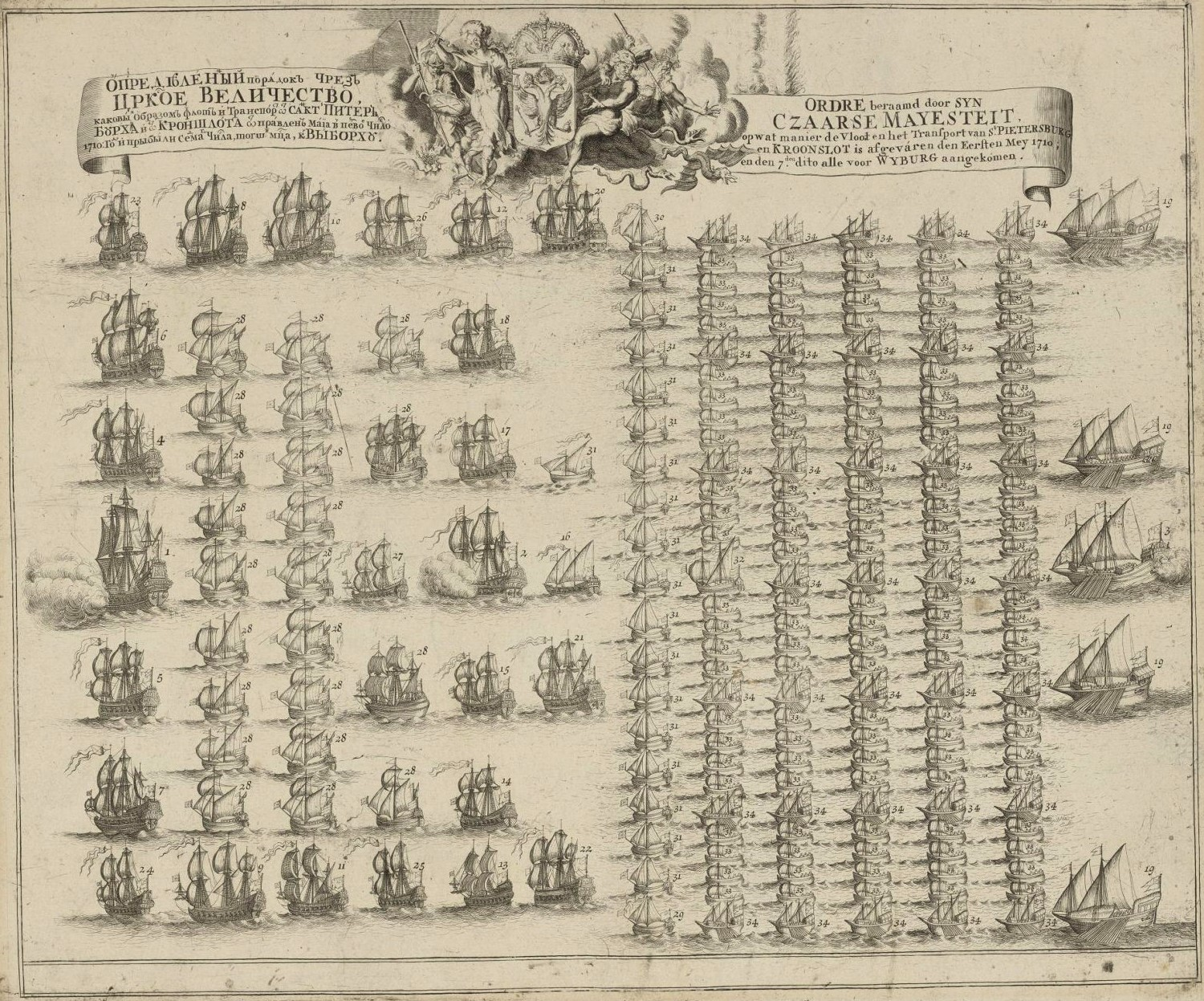
Порядок построения Балтийского флота во время похода к Выборгу

Фрегат «Нарва» был заложен на стапеле Олонецкой верфи 12 (23) ноября 1703 года и после спуска на воду 13 (24) августа 1704 года вошёл в состав Балтийского флота России. Строительство вёл кораблестроитель Корнелиус Буреинг. В том же году перешёл с Олонецкой верфи к Котлину и в Санкт-Петербург.
Принимал участие в Северной войне 1700—1721 годов. Ежегодно с 1705 по 1709 год с мая по октябрь входил в состав эскадры, выходившей к Кроншлоту для защиты Санкт-Петербурга со стороны моря, а на зимовку уходил в Неву. В это же время принимал участие в крейсерских плаваниях до Красной Горки и учебных маневрах на рейде.
В кампанию 1705 года непосредственно принимал участие в боевых действиях, с 5 (16) по 10 (21) июня находился в составе эскадры вице-адмирала Корнелиуса Крюйса, которая отражала атаку шведской эскадры адмирала Корнелиуса Анкаршерна на Котлин, и вёл перестрелку с судами противника.
В списке «судов царского флота», находившегося в мае 1708 года на якорях в тридцати верстах от Санкт-Петербурга между островом Ричарда и Кроншлотом под общим командованием генерал-адмирала Ф. М. Апраксина и вице-адмирала К. И. Крюйса, составленном английским дипломатом Чарльзом Уитвортом, фигурирует во составе отряда из 12 кораблей, состоявшего из кораблей «Думкрат», «Олифант», «Нарва», «Санкт-Петербург», «Святой Михаил», «Ивангород», «Триумф», «Кроншлот», «Фама», «Дерпт», «Штандарт» и «Шлиссельбург».
Принимал участие в ледовом походе кораблей Балтийского флота от Кроншлота в Выборгу, с 1 (12) по 14 (25) мая 1710 года находился в составе эскадры Петра I, которая сопровождала до Берёзовых островов следовавшие в Выборг транспортные суда с войсками, провиантом и артиллерией.
По окончании службы после 1710 года фрегат «Нарва» был разобран.

## Командиры фрегата
Командирами фрегата «Нарва» в составе российского флота в разное время служили:
- капитан Абрам Рейс (1704—1705 годы)[комм. 6][8];
- капитан Вейбрант Шельтинг (1706—1710 годы)[комм. 7][11].

### Комментарии
1. ↑  Также в серию входили фрегаты «Шлиссельбург», «Кроншлот», «Петербург», «Дерпт», «Триумф» и «Флигель-де-Фам»[1].
2. ↑  92 фута[2].
3. ↑  22 фута[2].
4. ↑  9,5 фута[2].
5. ↑  Всего в списке фигурирует 12 линейных кораблей с 372 орудиями и 1540 членами экипажей, 8 галер с 64 орудиями и 4000 членами экипажей, 6 брандеров, 2 бомбардирских корабля и 305 мелких судов[9].
6. ↑  Голландец на русской службе, оригинал имени A. Rees[8].
7. ↑  Голландец на русской службе, оригинал имени W. Scheltinga[11].